# کاراسنیتس مانکانتس وانک
کاراسنیتس مانکانتس وانک (ارمنی: Քառասնից Մանկանց վանք؛ انگلیسی: Karanits Mankants Vank) یک صومعه متعلق به کلیسای حواری ارمنی واقع در شهر دسق، استان لوری ارمنستان می‌باشد. ساخت و ساز این ساختمان در سده ۱۳ام میلادی؛ به پایان رسید. این بنا به سبک معماری ارمنی طراحی شده است.